# Snökotinga
Snökotinga (Carpodectes nitidus) är en fågel i familjen kotingor inom ordningen tättingar.

## Utbredning och systematik
Fågeln förekommer i Centralamerika i sluttningen mot Karibien från norra Honduras till västligaste Panama. Den behandlas som monotypisk, det vill säga att den inte delas in i några underarter.

## Status
IUCN kategoriserar arten som livskraftig.